# Brignolia recondita
Brignolia recondita là một loài nhện trong họ Oonopidae.
Loài này thuộc chi Brignolia. Brignolia recondita được Arthur M. Chickering miêu tả năm 1951.